# Pablo Milá Fontanals
Pablo Milá Fontanals (en catalán: Pau Milà i Fontanals) (Villafranca del Panadés, 1810-Barcelona, 1883) fue un pintor y escritor español, catedrático de teoría del arte y de estética en la Escuela de Bellas Artes de Barcelona, si bien su mayor importancia viene dada por el hecho de haber sido un gran comunicador y un gran maestro. Fue una figura crucial del panorama catalán del siglo XIX a través de su tarea como dinamizador cultural.
Se formó en la Escuela de Bellas Artes de la Lonja de Barcelona y en Roma donde entró en contacto con las corrientes puristas y con el grupo de los nazarenos, corrientes que llevó con él a su vuelta a Cataluña, donde difundió con entusiasmo su teoría estética y donde intentó modernizar el sistema de enseñanza.

## Años de formación

### Nacimiento y juventud
Pablo Milá nació en Villafranca del Panadés el 26 de diciembre de 1810, hijo de Josep Milà y de Teresa Fontanals. En 1826 la familia se trasladó a Barcelona.
La buena posición económica de la familia y el ambiente cultural estimulante de que disfrutaba fueron dos constantes en la vida de los hermanos Milá y favorecieron sus posteriores carreras artísticas. Ejemplo de esto fueron las habituales representaciones teatrales que los progenitores promovían en su propia casa, en la cual los niños Pau y Manuel participaron en alguna ocasión.
Villafranca fue el lugar donde Pablo Milá Fontanals recibiría las primeras lecciones de dibujo, posiblemente junto a un escultor villafranquino, y también sus primeras clases de pintura a cargo de Buenaventura Planella, profesor con el cual retomaría el contacto tras su traslado a Barcelona.

### Lonja de Barcelona
La familia marchó a Barcelona en busca de una mejor formación cultural y de una salida a la crisis económica del momento, provocada por los efectos de la guerra y las pérdidas coloniales. Estas ansias se desvanecieron en contacto con la realidad del año 1826, que dibuja una Barcelona oscura, en la cual la vida se desarrolla en condiciones adversas para una gran parte de la población que se concentra reprimida por un tercer recinto amurallado.
Milá empieza su formación en la ciudad a partir de unas lecciones de retórica y lógica con Manuel Casada, de física con F. Vieta y de matemáticas con M. Amat, diferentes disciplinas que ya apuntan a la variedad de intereses del joven Pablo. Estas lecciones fueron las fórmulas pedagógicas habituales en la Barcelona del momento. Eran clases impartidas de manera altruista a un grupo reducido de alumnos que tenían la intención de responder al vacío pedagógico que supuso el Decreto de Nueva Planta de Felipe V, al trasladar y reducir toda la enseñanza del territorio a la Universidad de Cervera.
El 24 de septiembre de 1833 se matriculó en la Escuela de la Lonja, institución que en este momento todavía mantenía la categoría de escuela y que dependía de la Junta de Comercio y de la administración central. Esta era, a pesar de todo, la única manera por la que los estudiantes con vocación artística podían conseguir una categoría oficial para el ejercicio de una profesión poco valorada a nivel social.
Las críticas a la enseñanza de la Lonja y el corto espacio de tiempo que permaneció como alumno permiten suponer que su intención premeditada era la de usar su estancia en ella solo como vía para llegar a Roma, viaje para el que pronto fue pensionado, junto a sus compañeros Claudio Lorenzale, Pelegrí Clavé, Manuel Vilar y Francesc Cerdà, con los que formará el grupo conocido con el nombre de nazarenos o puristas catalanes.

### Roma
El encuentro de Pablo Milà con sus compañeros Pelegrín Clavé y Manuel Vilar tuvo lugar en Roma el 29 de septiembre de 1834, fecha de su llegada a la capital italiana.
Los integrantes del grupo quedaron muy satisfechos con la enseñanza artística que encontraron y especialmente valoraron las clases de anatomía y el estudio del natural.
Su estancia en Italia se alargó hasta 1841, tiempo que aprovechó para visitar otros centros artísticos importantes como Venecia, Florencia, Orvieto y Siena, lugares en los que tuvo la oportunidad de observar directamente algunas de las obras italianas del Renacimiento, por las que se interesó particularmente como queda manifestado en sus dibujos, actualmente conservados en la Real Academia Catalana de Bellas Artes de San Jorge.
En Roma entró en contacto con Tommaso Minardi, presidente y catedrático del Academia de San Lucas, quien firmó el manifiesto de 1843 Del purismo nelle arte junto a Antonio Bianchini, Johann Friedrich Overbeck y Pietro Tenerani, representantes de una nueva corriente estética que Milà asimilará rápidamente.

## Academia Provincial de Bellas Artes de Barcelona
El 24 de febrero de 1851 logró el título de Catedrático de "Teoria i història de les belles arts, vestits, usos i costums dels diversos pobles", de los Estudios Superiores de la Escuela de la Lonja, entidad que dependía de la Academia de Bellas Artes de Barcelona, con el consiguiente reconocimiento como académico adscrito a la sección de pintura. A este cargo sumará el uno de junio del mismo año el de académico en la sección de arquitectura, que le permitirá iniciar su lucha por la conservación del patrimonio artístico arquitectónico.
La etapa de Milà como profesor de la Lonja duró sólo cinco años, tiempo que le servirá para difundir los preceptos de la doctrina purista entre los alumnos de nueva generación y fomentar un nuevo tipo de enseñanza artística, además de reivindicar una mayor autonomía para las academias provinciales.
La relación con la academia quedó restablecida el 5 de abril de 1868, cuando fue nombrado académico honorario. Un nombramiento que lo llevó a ingresar nuevamente en la sección de arquitectura desde la cual continuó con su constante lucha en favor de la conservación y restauración de los monumentos antiguos en Barcelona y las demás comarcas catalanas.
El discurso inaugural que pronunció el 5 de octubre de 1856 parece haber sido el desencadenante de su dimisión, presentada el 29 de noviembre del mismo año. Oficialmente en esta renuncia se alegaron motivos de salud, que ciertamente sufrió todo su vida. Aunque no ha quedado el texto original del discurso, se conservan referencias que indican que Milá denunciaba en él los efectos negativos que la centralización en torno a la Academia de San Fernando provocaba en las diputaciones provinciales, hecho que motivó la solicitud de que modificase ciertos puntos, lo que Milá no aceptó.
Después de su renuncia, algunos de sus discípulos, entre los que se encuentran Agapito Vallmitjana, Agustí Rigalt i Cortiella y Mariano Fortuny, reunieron en un álbum varios dibujos en su homenaje, álbum que después de muchas vicisitudes –y pérdida de algunos dibujos– acabó siendo adquirido por la Real Academia Catalana de Bellas Artes de San Jorge, de la cual Milà era miembro.
En cualquier caso, esta dimisión no supuso un paréntesis en la actividad de Milà sino que continuó su central tarea teórica y pedagógica mediante tertulias y conferencias.

## Ateneo Barcelonés
El 21 de mayo de 1860 se inauguró, en un local de la calle Escudellers de Barcelona, la asociación cultural del Ateneo Catalán, actual Ateneo Barcelonés. Pablo Milá, socio fundador, fue nombrado presidente en 1861.
Este centro ayudó a la difusión del pensamiento de Milá a partir de una serie de conferencias. Entre ellas hay que citar las siguientes:
- 1862; sobre los elementos de ornamento más propios del artesano.
- 1868; sobre las excelencias de la arquitectura gótica en su aplicación al arte cristiano, ciclo donde se resalta la importancia del arte medieval en Cataluña: una exaltación del patrimonio arquitectónico que tendrá una trascendencia importante en el panorama romántico catalán.
- 1870; sobre la vida y obra del pintor alemán Johann Friedrich Overbeck a propósito de una exposición dedicada al autor.
- 1873; sobre consideraciones en torno a las artes plásticas en Grecia.

## Comisión de monumentos históricos y artísticos
Las Comisiones de monumentos históricos y artísticos provinciales fueron constituidas en 1844 con la intención de inventariar los monumentos de cada región, a través además de su plasmación en dibujos, y de reunir libros, manuscritos y objetos de culto, que a la vez motivarían la creación de archivos y bibliotecas.
La Comisión de monumentos históricos y artísticos de la provincia de Barcelona quedó formada por Manuel de Bofarull, Pablo Piferrer, Ramon Muns, Juan Cortada y Próspero de Bofarull.
Pablo Milá se incorporó cuando la comisión central consideró la conveniencia de incrementar el número de miembros. Sus primeras acciones dentro de este organismo giraron en torno a la declaración de la capilla de Santa Ágata como monumento nacional el 11 de junio de 1866.
Milá, junto a Elías Rogent, redactó entonces un análisis detallado de esta obra arquitectónica. Los dos, además, se ofrecieron a encargarse de su restauración, lo que llevaron a cabo con una intención ejemplar y con ánimo de defender la conservación de este espacio con función religiosa. La capilla de Santa Ágata recuperó así su función litúrgica y añadió la de museo de antigüedades cristianas, colección que contendrá un retablo gótico cedido por el propio Milá.
La presencia de Milá en la comisión fue larga y fructífera, llegando a ser nombrado su presidente en 1877.

## Coleccionismo

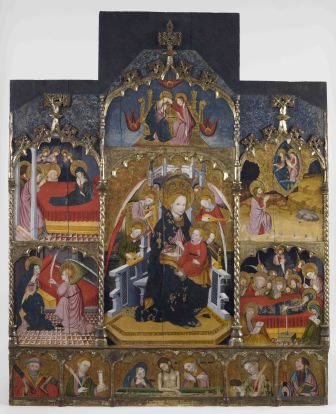
Pasqual Ortoneda, Retablo de la Madre de Dios, VINSEUM, Villafranca del Panadés.

El mismo sentimiento que lo llevó a impulsar la conservación de numerosas obras relacionadas con la historia de Cataluña parece motivar la confección de una colección propia de piezas medievales catalanas, colección similar a la otros personajes de su entorno como Juan Cortada y uno de sus alumnos aventajados, Elías Rogent.
Este coleccionismo es una muestra evidente de cómo los eruditos y artistas del panorama romántico catalán tenían un especial interés por las investigaciones históricas, con las que se aproximaban al remoto pasado medieval.
En el caso de Cortada, su colección tomó la forma de un pequeño museo en su propia casa, lugar de encuentro del grupo de amistades en el que se incluyó Pau Milà, quien realizó varios dibujos a lápiz y acuarela de algunas de las piezas expuestas.
Entre ellas constarían los retablos góticos que cedió a la capilla de Santa Ágata y el que actualmente se encuentra en VINSEUM, además de siete tablas de su propiedad que fueron expuestas en la Academia de Bellas Artes en 1867, en las que se representaba a San Luciano, Santa Margarita, San Pablo, San Sebastián y San Pedro.

## Obra artística

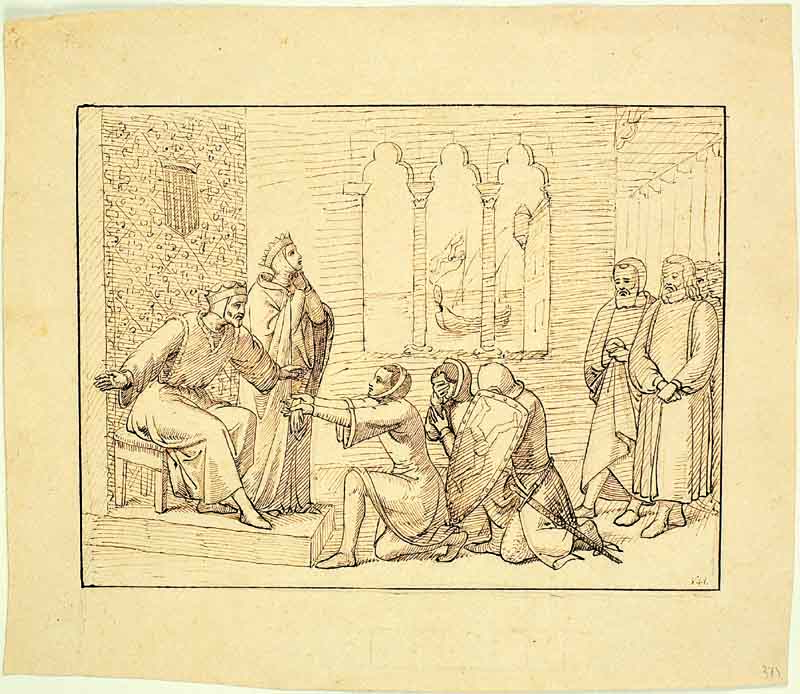
Pablo Milá, Estudio preparatorio de Los sicilianos en el acto de presentación del guante de Conradino a Pedro III de Aragón Real Academia Catalana de Bellas Artes de San Jorge.

Su obra plástica, escasa, ha quedado dispersa entre colecciones particulares y la Real Academia Catalana de Bellas Artes de San Jorge, que guarda una gran colección de dibujos.
La Biblioteca de Cataluña conserva manuscritos y documentos personales, así como dibujos y composiciones artísticas de discípulos suyos que le habían dado como obsequio.
Entre las referencias a varias obras podemos encontrar las siguientes:
- Cabeza de la Virgen de la Merced (s. d.), col. Particular.
- Coronación de Santa Eulalia (c. 1841), col. Particular.
- Ángel de la Pasión (c. 1841), localización desconocida.
- La reina Violante subiendo a Montserrat (c. 1842), localización desconocida (se conservan dibujos en la RACBASJ).
- La Virgen de la Espiga (c. 1844), Museo de las Culturas del Vino de Cataluña.
- Job (c. 1844), localización desconocida.
- Prisión de San Juan (c. 1844), localización desconocida.
- Jaime I de Aragón recibiendo la educación de los Templarios (c. 1848), localización desconocida (se conservan dibujos en la RACBASJ).
- Los sicilianos en el acto de presentación del guante de Conradino a Pedro III de Aragón (1850), col. particular (se conserva también un dibujo en la RACBASJ, y una acuarela en col. particular).
- Autorretrato (c. 1850), col. particular.
- Ángeles de la Apocalipsis vertiendo sobre el mundo las copas de la indignación divina (c. 1855), localización desconocida (se conservan dibujos en la RACBASJ).
- Asunción de Santa Madrona con Barcelona al fondo (c. 1855), localización desconocida.
- Dante al paso del entierro de Beatriz (c. 1855), localización desconocida (reproducido por Ràfols (Romanticismo, p. 131); se conserva algún dibujo en RACBASJ).
- Asunción de la Virgen (s. d.), pintado para el Palacio Episcopal de Barcelona, localización desconocida?.

### La colección de dibujos de la Academia
En la Real Academia Catalana de Bellas Artes de San Jorge se conservan alrededor de 900 dibujos procedentes del legado de su hermano Manuel Milá. Esta colección, que permanece todavía en proceso de catalogación, muestra copias de fragmentos o de obras enteras de algunos de los artistas más reconocidos del primitivismo italiano, como por ejemplo Giotto, Simone Martini, Fra Angelico, Altichiero y Masaccio. Este conjunto se completa con dibujos de paisajes, estudios de anatomía, estudios preparatorios y esbozos de composiciones originales del artista.

## Pensamiento estético

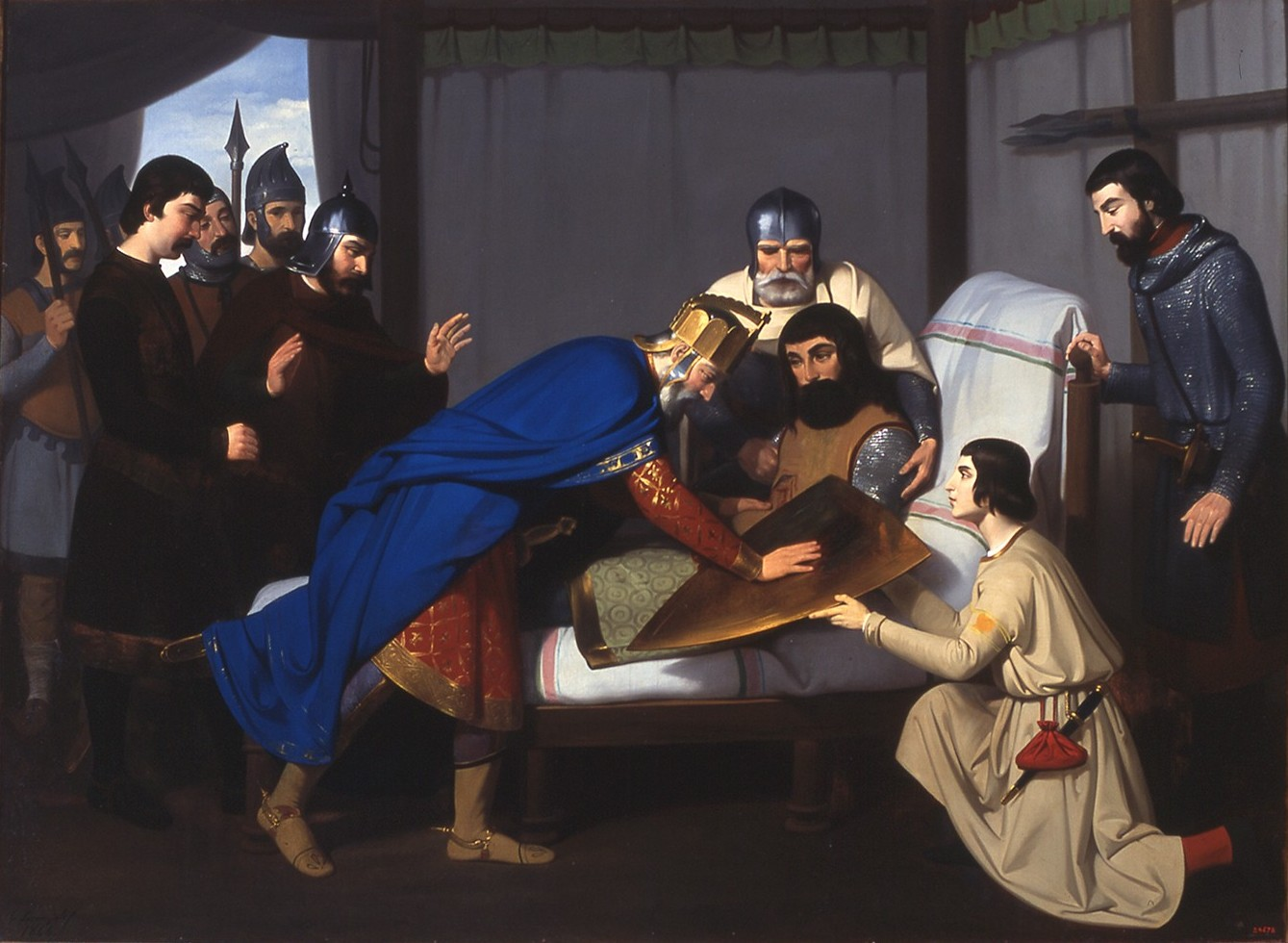
Origen del escudo del condado de Barcelona, Claudio Lorenzale, Real Academia Catalana de Bellas Artes de San Jorge

Los debates entre clásicos, románticos y académicos buscaban expresar la nueva sensibilidad y los nuevos ideales, impulsos que determinarán un amplio abanico de discusiones artísticas y estéticas durante las primeras décadas del siglo XIX.
Es en este contexto en el que el valor espiritual del arte, relacionado con el nuevo concepto de ideología, triunfa en Roma con los nazarenos alemanes: Friedrich Overbeck, Franz Pforr y Peter von Cornelius. El pensamiento desarrollado por todos ellos comporta, además, el surgimiento de la conciencia nacional, que apuntaba ya en el Círculo de Jena y en Schlegel, y una visión del arte fundada en el nacionalismo y la religión.
Nazarenos y puristas defendían el valor del arte como vehículo de lo divino, donde lo más importante era siempre el contenido de la obra, que tenía que inspirar la reflexión del espectador. Su pensamiento, altamente moralizante e inspirado en ideales religiosos, motivó el retorno a los temas cristianos y a la historia.
Sus obras recuperarán la estética renacentista en su afán para encontrar la pureza del primitivismo. Esto se traducirá en imágenes caracterizadas por la supremacía de la línea, las escenas cerradas y la contención extremada y plácida de los personajes, que resulta rígida y falta de expresión.